# Павлова, Вера Анатольевна
Ве́ра Анато́льевна Па́влова (девичья фамилия Десятова; род. 4 мая 1963, Москва) — русская поэтесса, эссеистка, экскурсовод.

## Биография
В юности занималась музыкальной композицией. Окончила музыкальный колледж при МГИМ им. А. Г. Шнитке. Окончила Академию музыки им. Гнесиных по специальности «История музыки». Работала экскурсоводом в доме-музее Шаляпина, печатала музыковедческие эссе, около 10 лет пела в церковном хоре.
Стихи начала писать в возрасте 20 лет, после рождения дочери. Первая подборка была опубликована в журнале «Юность», первая известность пришла после появления в газете «Сегодня» 72 стихотворений (с послесловием Бориса Кузьминского), породившего миф, что Вера Павлова — литературная мистификация.
Лауреат Премии имени Аполлона Григорьева за 2000 год. Стихи Веры Павловой переведены на 26 иностранных языков. Участвовала в международных поэтических фестивалях в Англии, Германии, Италии, Франции, Бельгии, Украине, Азербайджане, Узбекистане, Голландии, США, Греции, Швейцарии и др.
Живёт в Москве и в Нью-Йорке.

## Семья
- Брат — Сергей Десятов, основатель и директор Центра дизайна Artplay.
- Мужья и дети:
  - Андрей Шацкий, джазовый пианист.
    - Дочь — Наталья Андреевна Павлова, оперная певица.

  - До 1992 года — Михаил Павлов.
    - Дочь — Елизавета Михайловна Павлова, фотограф.

  - С 1992 по 2001 год — Михаил Поздняев (1953—2009), поэт, журналист.
  - С 2001 года (официальный брак заключён в 2006 году) — Стивен Сеймур (скончался в 2014 году), дипломатический, затем литературный переводчик.
  - С 2015 года — Николай Терентьев, клоун, мим, режиссёр, сооснователь мим-театра «Лицедеи».

## Творчество
Поэзия Павловой посвящена главным образом личной и интимной жизни современной женщины — и рассказывает о ней с редкой прямотой и искренностью. На основе стихов Павловой можно выстроить социологически и культурологически достоверную биографию её современницы — от первых проявлений гендерной идентичности (в детском саду) до распада семьи, новой, зрелой любви, позднего нового брака. Исключительная честность и откровенность самоанализа парадоксально сочетается у Павловой с весьма традиционными взглядами на семью, брак, любовь, мужчину и женщину.
Автор либретто опер «Эйнштейн и Маргарита», «Планета Пи» (композитор Ираида Юсупова), «Дидона и Эней, пролог» (композитор Майкл Найман), «Рождественская опера» (композитор Антон Дегтяренко), «Последний музыкант» (композитор Ефрем Подгайц), кантат «Цепное дыхание» (композитор Пётр Аполлонов), «Пастухи и ангелы» и «Цветенье ив» (композитор Ираида Юсупова), «Три спаса» (композитор Владимир Генин).
Записала как чтец семь дисков со стихами поэтов Серебряного века. Спектакли по стихам Павловой поставлены в Скопине, Перми, Москве. Фильмы о ней и с её участием сняты в России, Франции, Германии, США.

## Книги
- Небесное животное. — М.: Золотой векъ, 1997. — 256 с.
- Второй язык. — СПб.: Пушкинский фонд, 1998. — 64 с.
- Линия отрыва. — СПб.: Пушкинский фонд, 2000. — 48 с. — ISBN 978-5-89803-059-X.
- Четвёртый сон. — М.: изд-во «Захаров», 2000. — 112 с. — ISBN 978-5-8159-0110-5.
- Интимный дневник отличницы. — М.: изд-во «Захаров», 2001. — 240 с. — (Поэзия). — ISBN 978-5-8159-0110-5.
- Вездесь. — М.: изд-во «Захаров», 2002. — 110 с. — (Русская литература). — ISBN 978-5-8159-0276-4.
- Совершеннолетие. — М.: ОГИ, 2004. — 352 с. — (Большая поэзия). — ISBN 978-5-94282-257-3.
- По обе стороны поцелуя. — СПб.: Пушкинский фонд, 2004. — 160 с. — ISBN 978-5-89803-128-6.
- Ручная кладь: Стихи 2004—2005 гг.. — М.: изд-во «Захаров», 2006. — 320 с. — (Поэзия). — ISBN 978-5-8159-0735-5.
- Письма в соседнюю комнату. — М.: АСТ, 2006. — 616 с. — (Павлова). — ISBN 978-5-17-037950-7.
- Три книги. — М.: Захаров, 2007. — 352 с. — (Русская литература). — ISBN 978-5-8159-0746-1.
- Мудрая дура. — М.: Аванта+, 2008. — 160 с. — (АВ.Поэт.биб.). — ISBN 978-5-98986-180-4.
- Из восьми книг. — М.: АСТ, 2009. — 288 с. — (Поэзия(мал)). — ISBN 978-5-17-057637-1.
- На том берегу речи. — М.: АСТ, 2009. — 352 с. — (Поэзия(мал)). — ISBN 978-5-17-057036-2.
- Однофамилица: Стихи 2008—2010 гг. / Детские Альбомы: Недетские стихи. — М.: АСТ, 2011. — 448 с. — (Павлова). — ISBN 978-5-17-068614-8.
- Женщина. Руководство по эксплуатации. — М.: АСТ, 2011. — 120 с. — (Павлова(под)). — ISBN 978-5-17-069310-8.
- Семь книг. — М.: Эксмо, 2011. — 544 с. — (Поэзия XXI). — ISBN 978-5-699-52060-2.
- Либретто. Стихи. Проза. Рисунки. — М.: Астрель, 2012. — 384 с. — ISBN 978-5-271-43385-6.
- Нежней не бывает. — М.: Эксмо, 2016. — 320 с. — (Золотая серия поэзии). — ISBN 978-5-699-90723-6.
- Избранный. — М.: Эксмо, 2018. — 224 с. — (Поэзия - Подарочные издания (с цв. и ч/б иллюстрациями)). — ISBN 978-5-04-089791-9.
- Проверочное слово. — М.: Эксмо, 2018. — 480 с. — (Поэзия (обложка)). — ISBN 978-5-04-095571-8.
- Двуспальная книга. Стихи о любви на постельном белье. — Париж: Издательство Академии Дураков, 2018.
- Записки счастливого человека. — М.: Эксмо, 2020. — 384 с. — (Поэзия - Подарочные издания (с цв. и ч/б иллюстрациями)). — ISBN 978-5-04-117658-7.

## Либретто опер и кантат
- Опера «Эйнштейн и Маргарита» (комп. Ираида Юсупова)
- Опера «Планета Пи» (комп. Ираида Юсупова)
- Опера «Дидона и Эней, пролог» (комп. Майкл Найман)
- Опера «Рождественская опера» (комп. Антон Дегтяренко)
- Опера «Последний музыкант» (комп. Ефрем Подгайц)
- Кантата «Цепное дыхание» (комп. Пётр Аполлонов),
- Кантата «Пастухи и ангелы» (комп. Ираида Юсупова)
- Кантата «Цветенье ив» (комп. Ираида Юсупова)
- Кантата «Три спаса» (композитор Владимир Генин)